# Lądowisko Olesno
Lądowisko Olesno – lądowisko sanitarne w Oleśnie, w województwie opolskim, położone przy ul. Klonowej 1. 
Przeznaczone jest do wykonywania startów i lądowań śmigłowców sanitarnych i ratowniczych w dzień i w nocy o dopuszczalnej masie startowej do 5700 kg. 
W roku 2012 zostało wpisane do ewidencji lądowisk Urzędu Lotnictwa Cywilnego pod numerem 100 (numer ewidencyjny 119).
Zarządzającym lądowiskiem jest Zespół Opieki Zdrowotnej w Oleśnie. 
Oficjalne otwarcie nastąpiło 8 grudnia 2011 roku. Całkowity koszt inwestycji wyniósł 1,2 mln zł. 85% pozyskano z unijnego Programu Operacyjnego „Infrastruktura i środowisko", wkład własny ZOZ-u to blisko 200 tys. zł.
30 sierpnia 2012 roku po raz pierwszy i w nocy na lądowisku wylądował śmigłowiec Lotniczego Pogotowia Ratunkowego.